# Três Passos (kommun)
Três Passos är en kommun i Brasilien.   Den ligger i delstaten Rio Grande do Sul, i den södra delen av landet, 1 400 km söder om huvudstaden Brasília. Antalet invånare är 23 973.
Följande samhällen finns i Três Passos:
- Três Passos

I omgivningarna runt Três Passos växer huvudsakligen savannskog. Runt Três Passos är det ganska glesbefolkat, med 27 invånare per kvadratkilometer.